# テニア属
テニア属（テニアぞく、Taenia）は条虫の1属。約40種が知られており、その中には家畜に寄生し、ヒトに対してテニア症や嚢虫症を引き起こす種を含む。

## 生活環

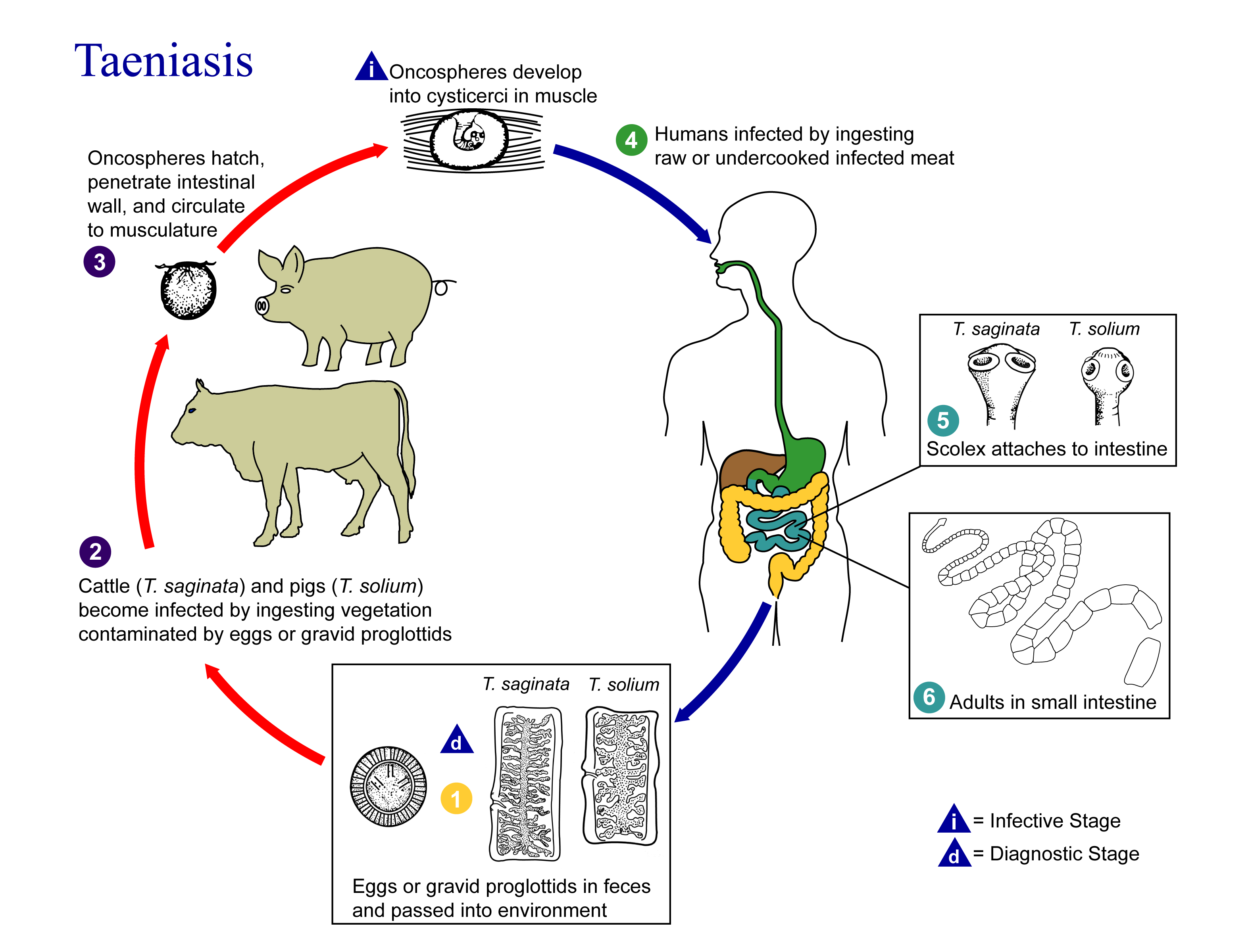
テニア属の代表的な生活環

テニア属の生活環は受胎体節(gravid proglottid)、またはそれから放出され六鉤幼虫(oncosphere)を内包する虫卵が糞便中に排出されることから始まる。この虫卵は環境中で数日から数ヶ月は生存することができる。排出された体節はまだ動いていることもあり、種によって内部の虫卵を放出する場合も、そのまま内蔵し続ける場合もある。この虫卵または受胎体節が適切な中間宿主に摂食されると、虫卵から六鉤幼虫が孵化して小腸壁に侵入し、血流に乗って横紋筋へ移行して嚢虫(cysticercus)へと発育する。筋肉組織中の嚢虫を終宿主
が摂食すると、嚢虫から出た頭節(scolex)が小腸壁に埋まって頸部より体節を作り出す。およそ6から9週間程度で、再び虫卵を持った体節が糞便中に排出される。

## 分類
2010年の時点で、42種が認識されている。そのうち医学・獣医学的な観点から特に注目されている種を以下に挙げる。
アジア条虫 T. asiatica
ヒトを終宿主、主にブタを中間宿主とする
胞状条虫 T. hydatigena
イヌなどを終宿主、反芻動物やブタを中間宿主とする
多頭条虫 T. multiceps
イヌなどを終宿主、反芻動物を中間宿主とする
豆状条虫 T. pisiformis
イヌなどを終宿主、ウサギなどを中間宿主とする
無鉤条虫 T. saginata
ヒトを終宿主、ウシを中間宿主とする
連節条虫 T. serialis
イヌなどを終宿主、ウサギなどを中間宿主とする
有鉤条虫 T. solium
ヒトを終宿主、主にブタを中間宿主とする
猫条虫 T. taeniaeformis
ネコを終宿主、ネズミなどを中間宿主とする